# 侍 (映画)
『侍』（さむらい）は、1965年（昭和40年）に公開された日本映画。原作は郡司次郎正の小説『侍ニッポン』で、5度目の映画化。
三船プロダクション製作の2本目の映画作品で、三船にとっては長期にわたった『赤ひげ』の撮影後、最初の主演作品となった。桜田門外の変を題材に、暗い過去を背負った一人の浪人の生き方を描く。岡本監督としては初の本格的な時代劇映画となった。作品は、実録風のリアルなタッチで主人公を巡るドラマが進んでいく。クライマックスの井伊大老襲撃シーンでは桜田門外を大がかりに再現、雪景色の中の惨劇が白黒画面の中で展開する。2007年（平成19年）に東宝よりDVDが発売されている。
併映は、『社長シリーズ』の一本である『社長忍法帖』（監督：松林宗恵）。

## あらすじ
安政7年の2月、大老井伊直弼の暗殺を画策する水戸浪士らは、連日桜田門の前で登城する井伊を待ち受け、決行の機会を伺っていた。しかし井伊は企てを見透かしたかの如く姿を現さない。浪士の首領である星野監物は、事を起こすためにかき集めた浪士以外の何れかが井伊側と通じているのではないかと踏み、取り巻きに思い当たる者の素性を調らべよと命じた。
そこで名が挙がったのが尾州浪人と名乗る新納鶴千代と、上州浪人の栗原栄之助の二人だった。新納はたしかに素性の怪しい人間で、住まいも係累もなく、日々の暮らしすらままならない素浪人だが、示現一流を修める剣術の使い手であるという。一方の栗原は上州藩で近習番を勤めていた侍で、屋敷に住み妻子もある身元の確かな人間であり、道場で師範を務め武芸に秀でている。
二人は全く違う動機を持って浪士たちに力を貸す人間だった。新納の動機は止むに止まれぬものだった。彼は実はやんごとなき血筋の落し胤なのだが、名もない妾腹の出であるために身分を明かすものがなく、本当の親が誰なのかを聞かされることもないまま、不遇な生涯を余儀なくされてきた。望む地位も名誉も得られず、許嫁との縁組みも許されず、出奔して江戸に流れ着いた彼はいまはすっかり落ちぶれて、ただ禄にありつくことしか考えられないほど困窮していた。一方の栗原は恵まれた暮らしを営む一家の主だが、剣だけでなく海外の書物をも読み耽る知識人で、思想的反発から井伊の圧政に弓を引きたいと考えていた。
やがて調べは進み、栗原の妻と井伊側の重臣である松平松平左兵督との間に遠い繋がりがあることが判明する。知らせを聞いた監物は栗原を裏切り者とみなし、新納に斬れとを命じる。すでに栗原と大親友の間柄となっていた新納は懊悩するが、仕官の望みを諦めることになると脅され、鬼となって栗原を斬り伏せる。しかしその直後、真の通報者が浪士隊幹部の増位惣兵衛であり、栗原は無実であったことが明らかになる。もはや浪士の運命から逃れられぬと悟った新納は、井伊暗殺への決意を新たにする。ところが、星野監物は新納が井伊直弼の落胤だという情報をつかみ新納を暗殺すべく刺客を送り込むが、新納は刺客を倒す。新納は刺客が星野監物が放ったものだとは気づかず、井伊暗殺に向かう。
そして3月3日の総登城の日、ついに井伊を乗せた籠が桜田門から出た。星野監物は新納が現れたことに驚愕するが、平静を装い井伊暗殺に向かう。必ずやその首を挙げると意気込み一斉に斬り込む水戸浪士、そして新納。しかし彼は知らなかった。自分の本当の父がまさにこれから手に掛けようとしている井伊直弼その人であることを。

## スタッフ
以下のスタッフ名は特に記載のない限り東宝に従った。
- 製作：田中友幸
- 監督：岡本喜八
- 脚本：橋本忍
- 原作：郡司次郎正『侍ニッポン』[3]
- 撮影：村井博
- 美術：阿久根巌
- 録音：西川善男
- 照明：西川鶴三
- 音楽：佐藤勝
- 整音：下永尚
- 監督助手：山本迪夫
- 編集：黒岩義民
- 合成：泉実
- 殺陣：久世龍
- 現像：キヌタ・ラボラトリー
- 製作担当者：鈴木政雄

## 出演
以下の役名と出演者名は東宝に従った。
- 新納鶴千代：三船敏郎
- お菊／菊姫（二役）：新珠三千代
- 栗原栄之助：小林桂樹
- 星野監物：伊藤雄之助
- 木曽屋政五郎：東野英治郎
- みつ：八千草薫
- 住田啓二郎：稲葉義男
- 増位惣兵衛：平田昭彦
- 羽山市五郎：江原達怡
- 稲田重蔵：中丸忠雄
- 小島要：大辻伺郎
- 萩原又三郎：天本英世
- 板村勝之進：黒沢年男
- 森川精一：当銀長太郎
- 八重：田村奈巳
- 長野主膳：市川高麗蔵
- 藤堂帯刀：藤田進
- 西川忠左衛門：寺島貢
- 一条成久：志村喬
- つる：杉村春子
- 武士：田島義文／桐野洋雄
- 浪人：長谷川弘／常田富士男
- 備前屋辰吉：沢村いき雄
- 野坂源五兵衛：中村芝鶴
- 松平左兵督：市川中車
- 井伊直弼：松本幸四郎